# 馬希範
馬 希範（ば きはん）は、十国楚の第3代王。武穆王馬殷の四男。

## 生涯
長興3年（932年）、異母兄の衡陽王馬希声の薨去に際し、武穆王馬殷の兄弟相続の遺命により、鎮南軍節度使であった馬希範がその地位を継承した。まもなく後唐より武安武平両軍節度使兼中書令に任じられ、更に清泰元年（934年）には楚王に封じられている。
馬希範は学問を好み漢詩に長じていたが浪費が著しく、特に正妻である彭夫人（唐の吉州刺史の彭玕の娘）が死去した後は、好色に走り宴席を数多く設けたとされる。また天策府を建築した際にはその門戸檻桿を金や玉で装飾し、壁を丹砂数十万斤を以って塗ったと史書に記録される。
楚は金銀を産し、また茶葉販売の利益が大きく財政的には豊かであったが、これらの相次ぐ奢侈により国家財政が逼迫、住民への課税が強化されると共に、売官行為や贖罪刑が横行し国内は乱れた。
天福12年（947年）に薨去し、文昭王と諡された。弟の馬希広が継承した。